# Duende (groupe)
Pour les articles homonymes, voir Duende (homonymie).
Duende est un groupe de fusion latine de Bordeaux.

## Présentation du groupe
Prenant sa source dans la tradition sud-américaine et la culture espagnole, la musique de Duende permet la rencontre de la salsa et du hip-hop, du tango et du reggae, ou encore du merengue et du rock. En juin 2012, ils sortent leur premier album "La Canción Olvidada". 
Le nom du groupe fait écho à la notion de duende présente dans la culture andalouse et flamenca.
Il est composé de Luis Gárate Blanes (chant, écriture, composition), Mathias Ovalle Canales (clavier), Régis Fernandes (guitare électrique), Mathilde Guimard (batterie), Jérémy Lacoste (basse), Rozann Bézier (trombone) et Julie Varlet (trompette).
Depuis sa création, Duende s'est produit dans de nombreuses villes françaises (Bordeaux, Carcassonne, Bayonne, Pau...) espagnoles (Madrid, Albacete, Ségovie, Saragosse...) mais aussi en Suisse à l'occasion du 46e Montreux Jazz Festival.
En septembre 2015, ils sortent le clip "Lapiz y goma" filmé à 360° ou réalité virtuelle, rejoignant Björk et Rone, les rares artistes à avoir utilisé cette nouvelle technologie dans un clip musical. Le clip est réalisé par Simon Lenoir et Julien Rhouma d'EGO, filiale de la société de production audiovisuelle GPR Pictures.
Le second album de Duende Jugarse la vida est sorti en juin 2016. L'album est co-produit par le groupe et KiéKi Musiques, développeur d'artistes. Il est édité et distribué par Dibyz Music.
En novembre 2018 Duende édite un recueil compilant les textes des chansons de son second album, traduits en français et illustrés par la dessinatrice Ophélie Ortal (Honey). 

## Biographie de son chanteur et fondateur, Luis Gárate Blanes
Luis Gárate Blanes né à Bordeaux en 1984 du psychanalyste et auteur espagnol Ignacio Gárate Martinez et de Regine Gárate éducatrice spécialisée née en Algérie. 
Il fait ses études littéraires à Bordeaux en passant par l’université Bordeaux Montaigne en philosophie. Auteur, compositeur, guitariste et chanteur autodidacte il cofonde l’association Barrio 33 (événementiel échanges musicaux France Espagne) aux côtés d'Aragon Musical. Chanteur sous le nom Luis Gárate Blanes trio accompagné par Mathilde Guimard et Régis Fernandes, il est également le fondateur du groupe Duende (rock latino), groupe remarqué notamment au Montreux Jazz Festival, pour lequel il écrit textes et musiques et avec lequel il publie ses premiers albums : La canción olvida (2012), Jugarse la vida (2016), Hasta la Muerte (2019). On peut l’entendre avec Les Hurlements d’Léo et Sergent Garcia sur le titre Niño Leoncito (2020), mais aussi avec le rockeur Ludo Tranier (Laréplik), ou encore avec Julien Loko (L'homme parle (ft. Nesta Le Saint, Luis Gàrate Blanes) (2015)), etc. Il crée la musique du moyen métrage Cinco Hermanas (Jean Baptiste Becq) mais aussi  le court métrage El Amell (Julien Rouhma) et bien d’autres.

## Discographie
Albums
- 2024 : Hoy Me Voy

Téléchargement gratuit
- 2011 : mise à disposition de 6 titres inédits

Participations
- Les Hurlements d'Léo - Niño leoncito ft. Duende et Sergent Garcia sur l'album Mondial Stéréo (2020).

Participations de Luis Garate Blanes
- Hannes De Maeyer - Bella ciao (feat. Luis Gárate Blanes) (Musique du film Immenhof - Das große Versprechen)